# Ricardo Alvarado Bestene
Ricardo Alvarado Bestene (Arauca, 25 de julio de 1957) es un médico y político colombiano, quien se desempeñó como Gobernador del Departamento de Arauca entre 2016 y 2019.

## Biografía
Nació en Arauca, capital de la Intendencia de Arauca, en julio de 1957. Ese el quinto de nueve hijos de la unión formada por Graciela Bestene y del médico Jaime Alvarado y Castilla, a quien fue nombrado en su honor el Hospital Municipal de Arauca.
Es médico cirujano de la Escuela de Medicina Juan N. Corpas y posee una especialización en medicina familiar de la Pontificia Universidad Javeriana. Tras graduarse trabajó en el Hospital Regional de Villavicencio y en el Servicio Seccional de Salud de Arauca. En 1981 fue nombrado director del Hospital San Vicente.
Tras una reconocida gestión en su cargo como director, en las elecciones regionales de 1988, las primeras en la historia del país, resultó elegido Concejal de Arauca con el aval del Partido Liberal, reeligiéndose en las elecciones de 1990. En las elecciones regionales de 1992 resultó elegido Alcalde de Arauca con 7.794 votos, e impulsado por el saliente alcalde José Gregorio González Cisneros. Sin embargo, se desmarcó de este una vez fue elegido.
Concluida su gestión como alcalde, regresó a trabajar como médico; sin embargo, en 1998 tuvo que abandonar Arauca por las amenazas de la guerrilla Ejército de Liberación Nacional (ELN), estableciéndose en Bogotá. En esa ciudad trabajó como director del departamento de servicios del Hospital San Ignacio y docente de la Universidad Javeriana.
En las elecciones regionales de 2011 apoyó la candidatura a gobernador de su colega José Facundo Castillo Cisneros. Una vez elegido, le prestó asesorías en temas de salud a la Gobernación. La relación entre ambos se afianzó lo suficiente para que en las elecciones regionales de 2015 fuera impulsado como su candidato, con el aval del Partido de la U y el apoyo del Partido Conservador, el Partido Verde, la Alianza Social Independiente y de una disidencia del Partido Liberal. Resultó elegido con 46.429 votos y una amplia sobre su rival más inmediato.
Sin embargo, después de asumir la Gobernación, se alejó de Castillo.Así mismo, también se distanció de los partidos que lo ayudaron a elegirse, en un intento de gobernar sin compromisos políticos; sin embargo, esto le provocó una fuerte oposición al interior del departamento.
Tras haber terminado su mandato, en octubre de 2021 fue arrestado por la Fiscalía General, acusado de concierto para delinquir, financiación del terrorismo y de grupos de delincuencia organizada; contrato sin cumplimiento de requisitos legales y peculado por apropiación. También fue arrestado Castillo Cisneros, ambos acusados de haber financiado al frente Domingo Laín Sáenz del ELN a cambio de logística y protección para moverse por el departamento, además de presunto apoyo en las elecciones de 2015. Específicamente, se le acusó de entregar entre 1.000 y 2.000 millones de pesos, una participación del 10% en cada contrato entregado, información sobre el movimiento de tropas y desmilitarizar algunas zonas para que realizaran actividades ilícitas.
En noviembre de 2021 fue enviado a prisión domiciliaria mientras se adelantaba el juicio. Sin embargo, en septiembre de 2023 la Sala Penal del Tribunal Superior de Bogotá lo liberó por vencimiento de términos.